# Physenaceae
Physenaceae es una familia de plantas de fanerógamas del orden Caryophyllales. Tiene un único género, Physena, con dos especies.

## Especies
- Physena madagascariensis
- Physena sessiliflora